# 칠레의 역사

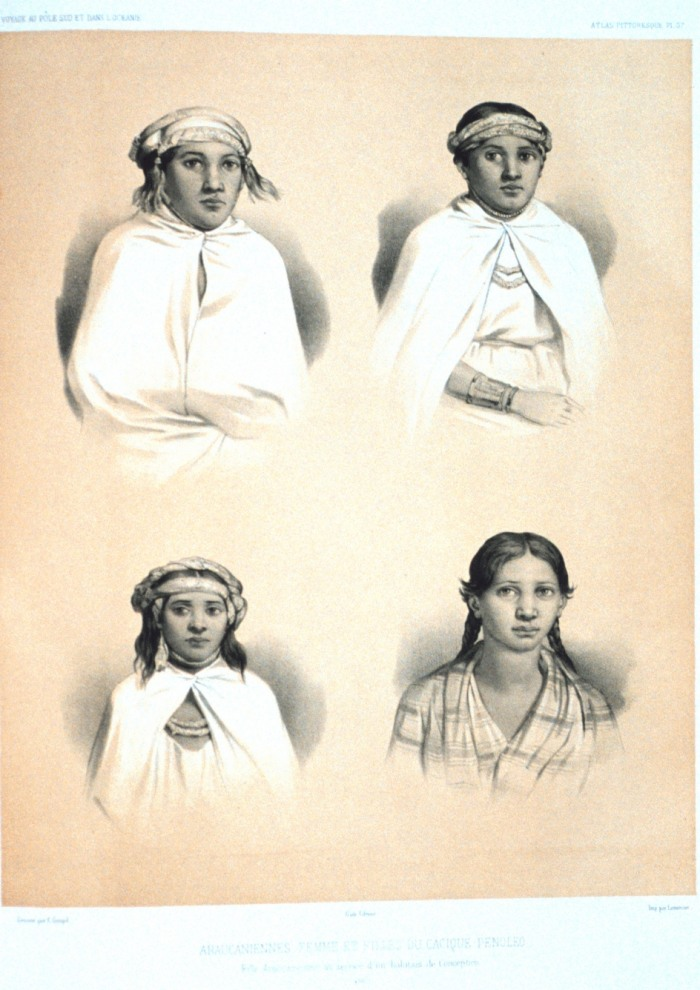
마푸체족은 칠레 중부와 남부의 원주민이었다.

유럽인이 이 지역을 방문하기 이전인 콜럼버스 이전기에는 칠레 중부와 남부에 마푸체 인과 그 계통의 피쿤체 인이 거주하고 있었으며, 폴리네시아계의 주민이 태평양에서 동쪽으로 맞은편에 칠레에 도착했을 가능성도 지적되고 있다.
15세기에 들어서, 쿠스코를 거점으로 확대했다 케추아어족의 타완팅스유(잉카)의 황제 투팍 잉카 유판키와 와이나 카팍 등이 정복하여 북부는 잉카 제국에 포함되었지만, 마울레 강 인근에서 잉카 제국은 마푸체 족의 격렬한 저항에 부딪혔다. 투팍 유판키가 이끄는 잉카 제국 군대는 마울레 강 전투에서 마푸체 군에게 패배하였으며, 잉카 제국의 남부로 확대하지 않고 남부는 마푸체 족들이 계속 지배하게 되었다.
한편 본토에서 훨씬 서쪽 파스 섬(이스터 섬)에 폴리네시아인에 의해 라파누이 문화를 건설하였으며, 모아이 상이 다수 건설되었다.

## 지명 유래
칠레(Chile)의 어원을 두고 여러 가지 설이 있다. 18세기 에스파냐 연대기 작가 디에고 데 로살레스가 제시한 가설에 따르자면, 페루의 잉카인들이 아콩카과 산을 "Chili"라고 불렀는데, 15세기 잉카의 정복기에 이 지역을 지배한 피쿤체 족 족장("cacique")의 이름 Tili가 와전된 것이라는 것이다. 다른 설로는 Chili라는 이름의 계곡과 마을이 있는 페루의 카스마 협곡과 아콩카과 협곡이 비슷하다는 점을 지적하기도 한다. 또 토착 마푸체어로 "땅이 끝나는 곳", "지구에서 가장 깊은 지점", 혹은 "갈매기"를 뜻하는 낱말 chili에서 나왔다거나, 케추아어로 "추운"을 뜻하는 chin 혹은 아이마라어로 "눈"을 뜻하는 tchili에서 유래했다고도 한다. 또 chili란 말은 마푸체어로 새 소리의 의성어인 cheele-cheele-를 뜻한다고 주장하기도 한다. 에스파냐 정복자들은 잉카인에게서 이 이름을 들었으며, 1535~1536년에 페루에서 남쪽으로 간 디에고 데 알마그로의 첫 에스파냐 탐험대의 얼마 안되는 생존자들이 자신들을 스스로 "chili 사람들"이라고 불렀다고 한다. 그래서 알마그로는 "칠레(Chile)"라는 국명이 일반화된 곳이라고 한다.

## 초기
10,000여 년 전, 토착 아메리카인 이주자들이 오늘날 칠레의 해안 지역과 비옥한 계곡에 정착했다. 이곳에 초기 인간이 살았던 흔적은 쿠에바 델 밀로돈과 발리 아이케 분화구의 유승환에서 찾아볼 수 있다. 한때 잉카인들은 현재 칠레 북부까지 진출한 바 있으나, 그곳의 마푸체인들은 국가 조직이 없음에도 불구하고 잉카 제국의 침략을 수차례 잘 막아냈다. 마푸체인들은 사파 잉카 투팍 유판키와 그의 군대와 싸웠다. 3일간의 피비린내 나는 이 전투를 마울레 전투라고 하는데, 이 전투의 결과로 잉카의 칠레 정복은 마울레 강에서 끝났다.
1520년, 세계 일주를 한 페르디난드 마젤란은 남아메리카 대륙 최남단에 그의 이름을 딴 마젤란 해협을 발견했다. 다음으로 칠레에 도착한 유럽인은 디에고 데 알마그로와 그의 에스파냐 정복자 무리로, 프란시스코 피사로와 영토 분쟁을 일으킨 뒤 그는 1535년 금을 찾기 위해 페루에서 왔다. 그는 "칠레의 발견자"로 여겨지나 이 땅은 마푸체 원주민들의 땅이었다. 에스파냐인들은 칠레 땅에서 다양한 문화를 가진 마푸체인 수 십만명과 만나게 된다. 본격적인 칠레 정복은 1540년에 시작돼, 프란시스코 피사로의 부관 페드로 데 발디비아가 이끌었다. 그는 산타 루시아 기슭에 산티아고 데 누에바 엑스트레마두라를 건설했다. 비록 에스파냐인들은 그들의 찾던 많은 금과 은을 찾진 못했으나 칠레 중부 계곡이 농사 짓기 좋은 곳임을 알게 되었으며 칠레는 페루 부왕령의 일부가 됐다.

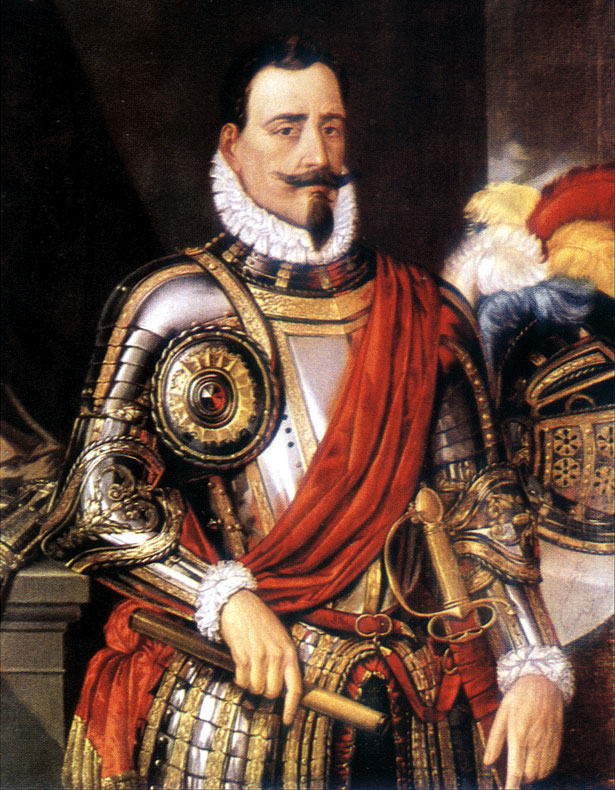
페드로 데 발디비아.

이 땅의 정복은 천천히 이루어졌다. 유럽인들은 번번이 토착민의 반란에 시달렸다. 1553년 대규모 마푸체인 반란을 진압하던 중 발디비아가 죽었으며, 식민지의 주요 정착지가 많이 파괴됐다. 이후 큰 반란이 1598년과 1655년에도 일어났다. 마푸체와 다른 토착 집단이 봉기할 때마다 식민지의 남부 국경은 북쪽으로 밀렸다. 1683년 노예제가 폐지돼 식민지와 마푸체 남쪽 땅 사이 국경에서 긴장이 완화됐으며, 둘 사이의 교역이 늘게 됐다.
북쪽은 사막으로, 남쪽은 마푸체인(아라우코)으로, 동쪽은 안데스 산맥으로, 서쪽은 태평양으로 가로막힌 지형 때문에 칠레는 매우 중앙집중화된 지역으로, 에스파냐의 아메리카 영토에서도 매우 동질적인 식민지였다. 국경 수비의 기능을 하던 이 식민지는 스스로 마푸체 그리고 영국, 네덜란드같은 에스파냐의 유럽 적국과 싸웠다. 마푸체뿐 아니라 해적과 영국의 모험가들도 식민지를 위협했다. 그 중 프랜시스 드레이크 경은 1578년 칠레의 주요 항구 발파라이소를 습격하기도 했다. 칠레는 페루와 더불어 아메리카 대륙 중에서도 매우 많은 상비군이 주둔해 에스파냐의 재산을 지키는 지역이었다.

## 독립
1808년 나폴레옹이 에스파냐 국왕을 몰아내고 자신의 동생 조제프를 옹립하면서, 에스파냐에서 독립하려는 시도에 불이 붙었다. 1810년 9월 18일 쫓겨난 왕의 후계자인 페르디난도의 이름을 딴 첫 의회가 열렸다. 이 의회는 칠레를 에스파냐 왕국 내 자치 공화국으로 선언했다. 곧 완전 독립 운동이 폭넓은 지지를 얻게 된다. 에스파냐는 이 땅을 다시 찾고자 시도해, 지리한 투쟁이 이어졌다.

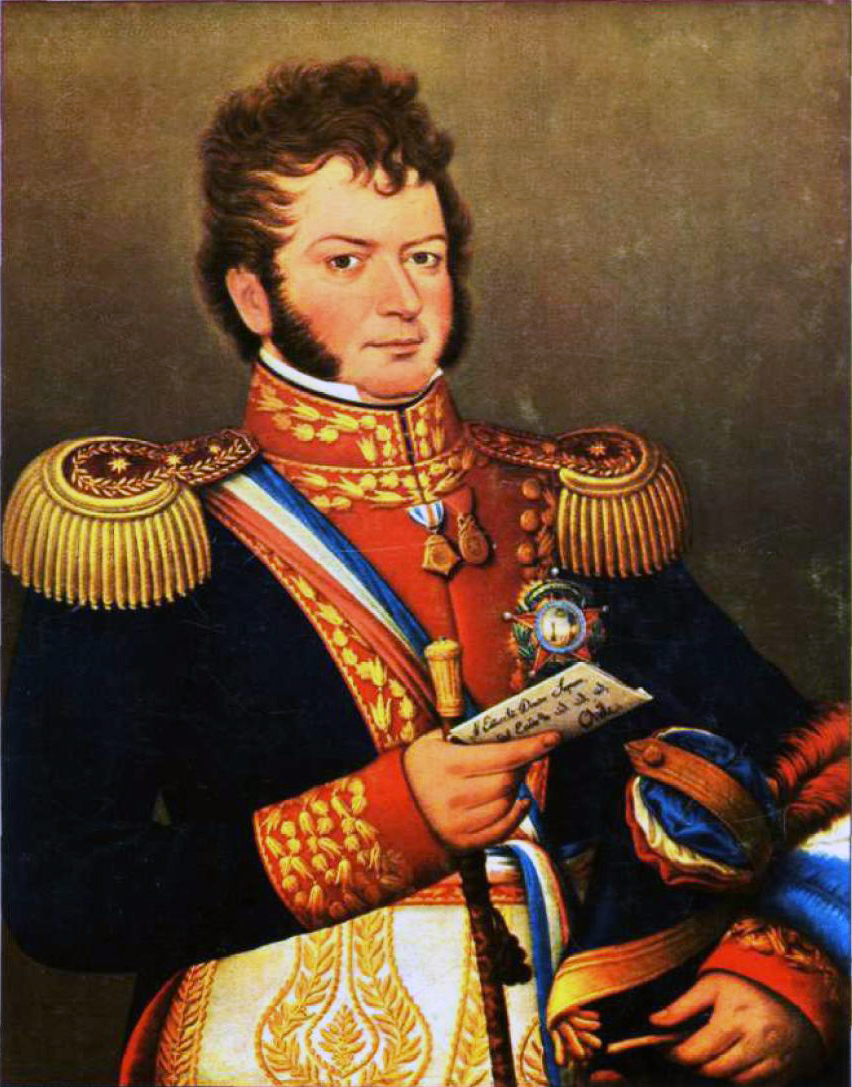
베르나르도 오이긴스.

간헐적인 전쟁이 계속되다가, 1817년 칠레의 애국자 베르나르도 오이긴스와 아르헨티나 독립 전쟁의 영웅 호세 데 산 마르틴이 안데스 산맥을 넘어 칠레를 해방시켰다. 1818년 2월 12일 칠레는 오이긴스의 지도 아래 독립 공화국을 선포했다. 그러나 이 반란은 사회에 큰 변화를 주지 못했으며, 19세기 칠레 사회는 여전히 식민지 시대의 사회 계층 구조가 지속됐고, 여기에는 가족 정치와 로마 가톨릭교회가 큰 영향을 주었다. 강력한 대통령이 등장했으나, 부유층 지주는 여전히 권력을 누렸다.

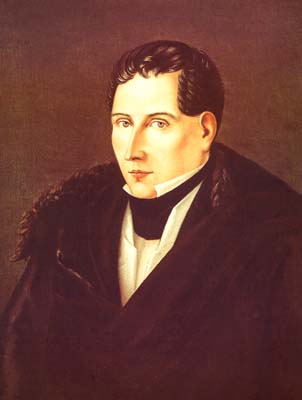
디에고 포르탈레스(1793-1837), 칠레 국가를 창건했으며 1833년 헌법을 만들었다.

## 영토 확장
19세기 말엽 산티아고 정부는 아라우카니아 병합 당시 마푸체인들을 무자비하게 억압하면서 남쪽 지역도 장악했다.1881년 칠레는 아르헨티나와 조약을 맺어 마젤란 해협에 대한 칠레의 영유권을 확정했다. 태평양 전쟁으로 페루와 볼리비아와 싸워 칠레는 볼리비아를 내륙으로 밀어내고 거의 국토의 1/3 넓이의 새 북쪽 땅을 얻었다. 이 곳엔 초석이 풍부하여 칠레의 번영에 기여했다. 1891년 대통령과 의회의 권력 분배를 놓고 일어난 칠레 내전이 일어났고, 칠레는 의회 민주주의 체제를 이루게 되었다. 그러나 이 내전은 해외 투자자와 강한 연줄이 있던 에드워드 가문처럼 지역 산업 잘전과 막대한 칠레의 은행 이자의 혜택을 입은 자들 사이의 갈등이었다. 그래서 칠레 경제는 과두정 정부의 기득권을 지키는 체제로 퇴보했다. 1920년대에 중산층과 노동계급이 성장해 개혁주의자 대통령 아르투로 알레산드리 팔마를 대통령으로 선출했다. 그러나 그의 계획은 보수적인 의회 때문에 좌절됐다. 알레산드리 팔마의 정부는 베니토 무솔리니의 이탈리아식 정부로 변질되었다. 1920년대 마르크스주의 집단이 대중의 지지를 받으며 발흥했다.

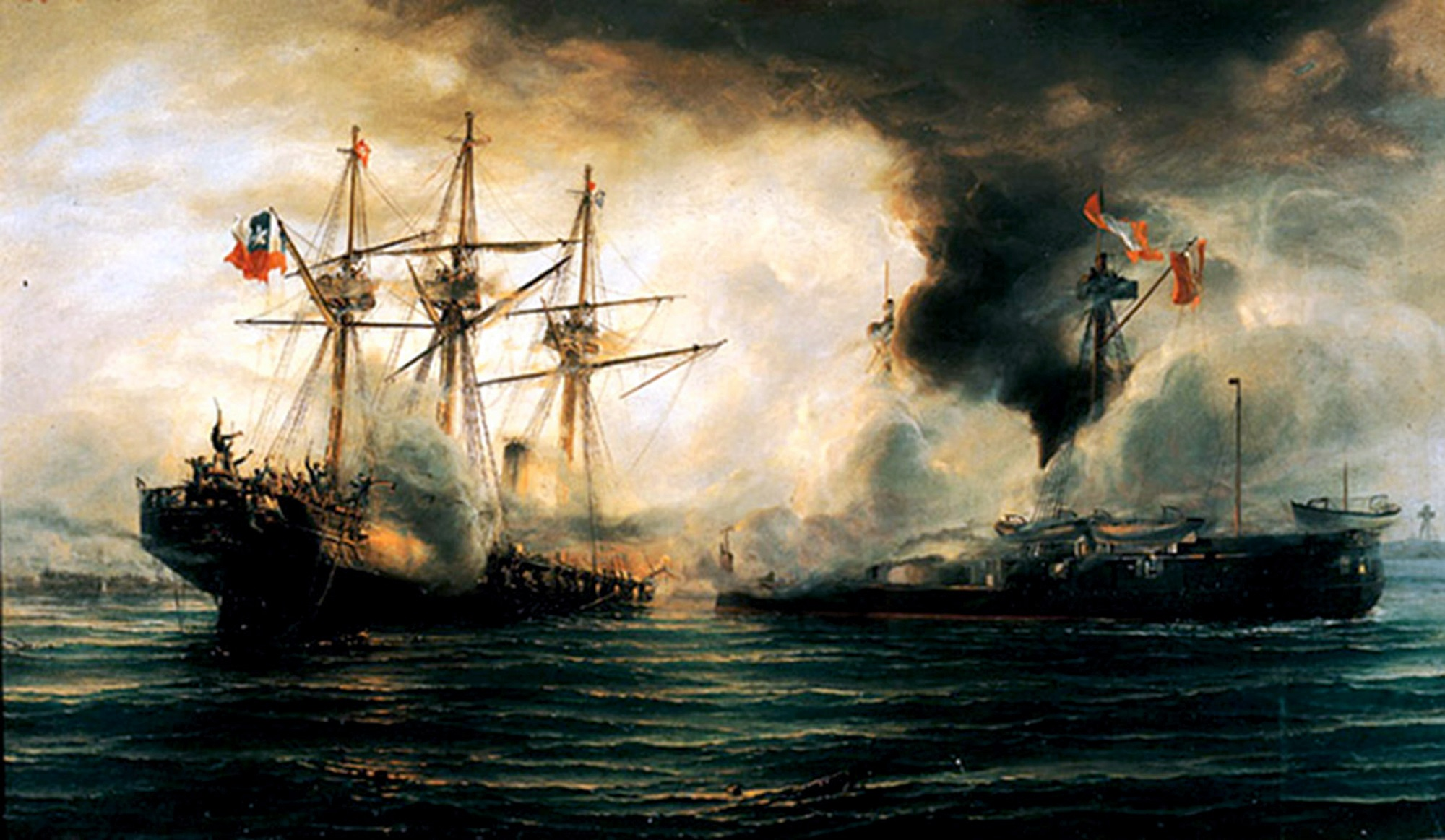
태평양 전쟁 중 1879년 5월 21일에 일어난 이키케 전투.

## 연속된 쿠데타과 민주주의 정착
1924년 루이스 알타미라노 장군이 쿠데타를 일으켜 아르헨티나는 1932년까지 정치적 불안정을 겪는다. 이 시기 10개 정부중 가장 오래 지속된 정부는 1925년 잠시 권력을 잡았다가, 다시 1927년부터 1931년까지 사실상 독재정권을 수립한 카를로스 이바녜스 델 캄포 장군의 정부였다. 그러나 이는 라틴 아메리카 다른 국가에서 빈번했던 군사 독재의 잔인함과 부패에 비교할 정도는 아니었고, 수십 년 뒤 아우구스토 피노체트의 군사독재정권에 비할 바도 못 되었다. 이바녜즈 델 캄포는 비록 이념 성향이 모호하고 변하기도 했지만, 자신의 권력을 포기하고 민주적으로 선출된 대통령에게 권력을 양도해 30년이 넘도록 대다수 국민에게 좋은 평가를 받았다. 1932년 헌정 질서가 복원됐고 강력한 중산층 정당인 급진당이 부상했다. 이후 20년간 급진당은 연정의 주요 세력이었다. 1952년 유권자들은 이바녜스 델 캄포를 다시 6년 임기의 대통령직에 선출했다. 1958년 호르헤 알레산드리가 이바녜스 델 캄포를 승계해 칠레 보수 정치를 다시 민주적으로 전환했다.

## 기독교민주당 정권
1964년 기독교 민주당 에두아르도 프레이 몬탈바가 압도적인 지지로 대통령에 선출돼 주요 개혁 정책을 폈다. "자유하의 혁명"을 슬로건으로 프레이 정부는 사회 경제 정책, 그 중 특히 교육, 주택, 그리고 농업 노동자의 조합화 등 농업 개혁에 박차를 가했다. 그러나 1967년 프레이는 좌우파 양측의 반대에 부딪혔다. 좌파에서는 그의 정책이 불충분하다고 보았고, 우파가 보기에는 너무 과도하다고 본 것이다. 프레이 정부 임기 말에 그는 주목할 만한 성과를 이뤘으나 기독교 민주당이 당초 바라본 목표를 완수하지는 못했다.

## 사회주의 정권
1970년, 칠레 공산당 후보인 파블로 네루다와 단일화를 이룬 인민연합 후보 살바도르 아옌데는 30% 남짓의 지지도를 바탕으로 그해 총선거에 승리하였다. 아옌데 대통령은 곧바로 사회 제도 개혁에 착수하는데, 이는 칠레의 부를 독점하는 소수의 자본가들과 칠레경제를 지배하는 다국적 기업(목축업자들을 지배하던 스위스 네슬레 등)들을 겨냥한 것이었다. 아옌데 대통령은 자본가들이 독점한 부의 일부를 떼어, 가난한 사람들에게 분배함으로써 극심한 빈부의 격차문제를 해소하고자 했다. 또한 미국 광산 회사 아나콘다가 소유한 추키카마타 구리 광산을 국유화하여 외국계 기업들에 의한 국부 유출을 막고자 하였다. 그에 대한 보복으로 미 정부는 국제 구리 값을 폭락 시키고 칠레 경제는 공황을 겪게 된다. 또한 미국 CIA에서는 세계최초로 사회주의 정권이 비폭력적인 방법으로 들어선 것에 대해 위기감을 느껴 아옌데를 제거하기 위한 공작을 펴기 시작한다. 하지만 칠레 국민들은 사회개혁을 실천한 아옌데에 더 많은 지지를 보냈다. 그러자 칠레 자본가들은 그들의 기득권을 지키기 위해, 해고와 가축도살을 통한 실업과 식량난을 조장했으며, 친미파 장교들이 지배하던 군부에서는 쿠데타 음모를 꾸몄다. 그럼에도 아옌데 대통령은 국가전복음모를 꾸민 군부를 견제하기보다는, 국민투표로 국민의 심판을 받자는 제안을 했다. 하지만 군부에서는 질 것이 뻔한 게임에 응하지 않았으며, 오히려 폭력으로 나라를 뒤집기에 이른다.

## 군사 독재 정권
1973년 9월 11일 미국의 지원을 받은 칠레군은 공군 장성 출신 아우구스토 피노체트를 필두로 쿠데타를 일으킨다. 영국제 호커 헌터기를 동원해 라 모네다(칠레의 대통령궁)을 폭격하는 와중에 아옌데는 대(對()국민 선언을 라디오를 통해 전하고서는 기관총으로 피노체트 군에 저항했으나 결국 시해되었다고 생각 되었으나, 2011년 5월 23일, 칠레 당국은 아옌데의 시체를 무덤에서 파내어 다시 검시하겠다고 발표하였고 어떻게 사망하였는지에 대한 관심이 쏠렸다. 같은 해인 2011년 7월 19일, 검시가 종료되었으며 자살이라는 결과가 발표되었다. 정권을 탈취한 피노체트 및 장성들은 훈타라고 불리는 삼인 체제를 설립하고 곧 피노체트의 독재가 시작된다. 피노체트는 16년간의 독재기간동안 정치적 반대자들을 학살, 고문, 심문 등으로 탄압했다. 현재 칠레정부에 의해 밝혀진 피노체트군사정권당시 인권침해피해자는 피살자 3,197명(실종자 1,197명포함), 고문피해자 만여 명이며, 군사정권 치하에서 가혹행위를 당한 사람은 10만여 명이나 된다. 의회가 폐쇄되고, 그의 말 한마디가 없으면 나뭇잎 하나도 움직일 수 없다고 피노체트 자신이 말할 정도로 심각한 독재로 인해 칠레 국민들은 고통받았다. 그러나 집권 첫 해의 경제 혼란에도 불구하고 피노체트 집권기에는 평균적으로 경제가 성장하여 라틴아메리카의 평균 경제 성장율을 웃돌았다.

## 민주화
1989년 민주화운동으로부터 압력을 받아 치루어진 선거에서 패배한 피노체트 군사독재정권은 물러났다. 이는 피노체트 군사독재정권의 탄압을 받아가면서 진행된 민주화운동의 성과였다. 1989년부터 2009년까지 민주주의를 위한 정당 협력체 소속 기독교민주당과 사회당이 연립정권 형식으로 집권했다. 2009년 대선에서 야권 보수 후보 세바스티안 피녜라가 당선돼, 정권교체가 이루어졌다.
2011년 4월 현재 피녜라의 정부 지지율은 41%로 친기업 정책의 지지로 유지 하고 있다.

## 같이 보기
- 아라우코 전쟁
- 칠레의 코로나19 범유행
- 연합 전쟁
- 태평양 전쟁 (남아메리카)
- 페루의 역사
- 아메리카의 역사